# 1866
| [ Edytuj tabelę ]              | |
| Król Polski (tytularny)        | - 1855 Aleksander II Romanow 1881 |
| Emir Afganistanu               | - 1863 Szer Ali Chan 1866 - 1866 Mohammad Afzal Chan 1867                                                                              |
| Współksiążęta Andory           | - 1853 Josep Caixal i Estradé 1879 - 1848 Karol Ludwik Napoleon Bonaparte 1870                                                         |
| Prezydent Argentyny            | - 1862 gen. Bartolomé Mitre 1868 |
| Cesarz Austrii                 | - 1848 Franciszek Józef I 1916 |
| Król Bawarii                   | - 1864 Ludwik II 1886 |
| Król Belgów                    | - 1865 Leopold II 1909 |
| Premier Belgii                 | - 1857 Charles Rogier 1868 |
| Prezydent Boliwii              | - 1864 Mariano Melgarejo 1871 |
| Cesarz Brazylii                | - 1831 Pedro II 1889 |
| Sułtan Brunei                  | - 1852 Abdul Momin 1885 |
| Prezydent Chile                | - 1861 José Joaquín Pérez 1871 |
| Cesarz Chin                    | - 1861 Tongzhi 1875 |
| Król Czech                     | - 1848 Franciszek Józef I 1916 |
| Król Danii                     | - 1863 Chrystian IX 1906 |
| Premier Danii                  | - 1865 Christian Emil Krag-Juel- -Vind-Frijs 1870                                                                                      |
| Dalajlama                      | - 1857 Trinlej Gjaco 1875 |
| Prezydent Dominikany           | - 1865 Buenaventura Báez 1866 - 1866 José María Cabral 1868                                                                            |
| Władca Egiptu                  | - 1863 Isma’il Pasza 1879 |
| Premier Egiptu                 | - 1864 Raghib Pasza 1866 - 1866 Muhammad Szarif Pasza 1867                                                                             |
| Prezydent Ekwadoru             | - 1865 Jerónimo Carrión 1867 |
| Cesarz Etiopii                 | - 1855 Teodor II 1868 |
| Cesarz Francuzów               | - 1852 Napoleon III 1870 |
| Król Grecji                    | - 1863 Jerzy I 1913 |
| Prezydent Gwatemali            | - 1865 Vicente Cerna Sandoval 1871 |
| Prezydent Haiti                | - 1859 Fabre Geffrard 1867 |
| Król Hawajów                   | - 1863 Kamehameha V 1872 |
| Król Hiszpanii                 | - 1833 Izabela II 1868 |
| Król Holandii                  | - 1849 Wilhelm III 1890 |
| Premier Holandii               | - 1862 Johan Rudolph Thorbecke 1866 - 1866 Isaäc Dignus Fransen van de Putte 1866 - 1866 Julius van Zuylen van Nijevelt 1868           |
| Prezydent Hondurasu            | - 1864 José María Medina 1872 |
| Szach Iranu                    | - 1848 Naser ad-Din Szah 1896 |
| Król Irlandii                  | - 1837 Wiktoria Hanowerska 1901 |
| Cesarz Japonii                 | - 1846 Kōmei 1866 |
| Kalif                          | - 1861 Abdülaziz 1876 |
| Emir Kataru                    | - 1847 Muhammad ibn Sani 1878 |
| Prezydent Kolumbii             | - 1864 Manuel Murillo Toro 1866 - 1866 José María Rojas Garrido 1866 - 1866 gen. Tomás Cipriano de Mosquera 1867                       |
| Patriarcha Konstantynopola     | - 1863 Sofroniusz III 1866 |
| Władca Korei                   | - 1863 Kojong 1907 |
| Prezydent Kostaryki            | - 1863 Jesús Jiménez Zamora 1866 - 1866 José María Castro Madriz 1868                                                                  |
| Emir Kuwejtu                   | - 1859 Sabah II 1866 - 1866 Abd Allah II 1892                                                                                          |
| Prezydent Liberii              | - 1864 Daniel Bashiel Warner 1868 |
| Książę Liechtensteinu          | - 1858 Jan II Dobry 1929 |
| Wielki książę Luksemburga      | - 1849 Wilhelm III 1890 |
| Premier Luksemburga            | - 1860 Baron de Tornaco 1867 |
| Sułtan Maroka                  | - 1859 Muhammad IV 1873 |
| Książę Monako                  | - 1856 Karol III 1889 |
| Król Nawarry                   | - 1848 Napoleon I 1870 |
| Król Nepalu                    | - 1847 Surendra 1881 |
| Premier Nepalu                 | - 1857 Jang Bahadur Rana 1877 |
| Prezydent Nikaragui            | - 1857 Tomás Martínez 1867 |
| Król Norwegii                  | - 1859 Karol IV 1872 |
| Premier Nowej Zelandii         | - 1865 Edward Stafford 1869 |
| Sułtan Omanu                   | - 1856 Suwajni ibn Sa’id 1866 - 1866 Salim ibn Suwajni 1868                                                                            |
| Papież                         | - 1846 Pius IX 1878 |
| Prezydent Paragwaju            | - 1862 Francisco Solano López 1870 |
| Prezydent Peru                 | - 1865 Mariano Ignacio Prado 1868 |
| Król Portugalii                | - 1861 Ludwik 1889 |
| Król Prus                      | - 1861 Wilhelm I 1888 |
| Car Rosji                      | - 1855 Aleksander II 1881 |
| Książę Rumunii                 | - 1859 Aleksander Jan Cuza 1866 - 1866 Karol I 1881                                                                                    |
| Premier Rumunii                | - 1865 Nicolae Crețulescu 1866 - 1866 Ion Ghica 1866 - 1866 Lascăr Catargiu 1866 - 1866 Ion Ghica 1867                                 |
| Król Saksonii                  | - 1854 Jan Wettyn 1873 |
| Prezydent Salwadoru            | - 1863 Francisco Dueñas 1871 |
| Kapitanowie Regenci San Marino | - 1865 Filippo Belluzzi Silvestro Masi 1866 - 1866 Innocenzo Bonelli Michele Vita 1866 - 1866 Melchiorre Filippi Domenico Fattori 1867 |
| Książę Serbii                  | - 1860 Michał Obrenowić 1868 |
| Prezydent Szwajcarii           | - 1866 Melchior Josef Martin Knüsel 1866                                                                                               |
| Król Szwecji                   | - 1859 Karol XV 1872 |
| Król Tajlandii                 | - 1851 Mongkut 1868 |
| Sułtan Turków                  | - 1861 Abdülaziz 1876 |
| Prezydent Urugwaju             | - 1865 Venancio Flores (p.o.) 1868 |
| Prezydent USA                  | - 1865 Andrew Johnson 1869 |
| Prezydent Wenezueli            | - 1863 Juan Crisóstomo Falcón 1868 |
| Król Węgier                    | - 1848 Franciszek Józef I 1916 |
| Monarcha Wielkiej Brytanii     | - 1837 Wiktoria 1901 |
| Premier Wielkiej Brytanii      | - 1865 John Russell 1866 - 1866 Edward Stanley 1868                                                                                    |
| Cesarz Wietnamu                | - 1847 Tự Đức 1883 |
| Król Włoch                     | - 1861 Wiktor Emanuel II 1878 |

Rok 1866 / MDCCCLXVI
stulecia: XVIII wiek ~
XIX wiek ~
XX wiek

dziesięciolecia:
1830–1839 •
1840–1849 •
1850–1859 •
1860–1869
• 1870–1879
• 1880–1889
• 1890–1899

lata: 1856 «
1861 «
1862 «
1863 «
1864 «
1865 «
1866
» 1867
» 1868
» 1869
» 1870
» 1871
» 1876

## Wydarzenia w Polsce
- 5 stycznia – Rosjanie wprowadzili obowiązek nauki języka rosyjskiego we wszystkich gimnazjach Królestwa Polskiego.
- 14 maja – Louis Diebel został pierwszym nadburmistrzem Katowic.
- Czerwiec – mieszkańcy Krakowa dowiedzieli się o wojnie prusko-austriackiej, co nie wzbudziło wielkich emocji, mimo zbliżania się Prusaków.
- 13 lipca – w Olsztynie wybuchła epidemia cholery.
- 13 września – Józef Dietl został prezydentem Krakowa.
- 22 października – wygasła czteromiesięczna epidemia cholery w Poznaniu, która pochłonęła 1344 ofiary śmiertelne.
- 21 listopada – car Aleksander II wydał rozkaz o likwidacji Twierdzy Zamość.
- 1 grudnia – uruchomiono dwutorową linię kolejową Siedlce – Łuków (dł. 27,75 km), otwarto dworzec kolejowy w Łukowie.
- 11 grudnia – otwarto pierwszą linię tramwaju konnego w Warszawie.
- Dopuszczenie w Królestwie Kongresowym Żydów do służby publicznej.

## Wydarzenia na świecie
- 11 stycznia – w czasie sztormu na wodach Zatoki Biskajskiej zatonął brytyjski statek pasażerski SS „London”; zginęło 220 spośród 239 osób na pokładzie.
- 14 stycznia – wybuchła wojna Chile i Peru z Hiszpanią.
- 5 marca:
  - oddano do użytku budynek parlamentu w Oslo.
  - biskupstwo Buenos Aires zostało podniesione do godności archidiecezji.
- 21 marca – w wiedeńskim Carlstheater odbyła się premiera operetki Lekka kawaleria Franza von Suppégo.
- 23 marca – pierwsze lekkoatletyczne mistrzostwa Wielkiej Brytanii (6 konkurencji biegowych i 5 technicznych). Bieg na 100 jardów wygrał Colmore (10,5 s).
- 28 marca – dekretem cesarza Franciszka Józefa Jablonec nad Nysą otrzymał prawa miejskie.
- 31 marca – wojna Chile i Peru z Hiszpanią: flota hiszpańska ostrzelała chilijski port Valparaíso.
- 1 kwietnia – została założona Akademia Rumuńska w Bukareszcie.
- 10 kwietnia:
  - cesarz Meksyku Maksymilian I ustanowił Order Świętego Karola.
  - założono Amerykańskie Towarzystwo Zapobiegania Okrucieństwu wobec Zwierząt (ASPCA).
- 2 maja – wojna Chile i Peru z Hiszpanią: zwycięstwo wojsk peruwiańskich nad flotą hiszpańską blokującą port Callao.
- 7 maja – student Ferdinand Cohen-Blind usiłował w Berlinie dokonać zamachu na premiera Prus Ottona von Bismarcka.
- 16 maja:
  - brytyjski astronom Norman Robert Pogson odkrył planetoidę (87) Sylvia.
  - Amerykanin Charles Elmer Hires opracował recepturę tzw. piwa korzennego.
- 24 maja – wojna paragwajska: zwycięstwo wojsk koalicji antyparagwajskiej w bitwie pod Tuyuti.
- 30 maja – w Pradze odbyła się premiera opery Sprzedana narzeczona Bedřicha Smetany.
- 1 czerwca – Julius van Zuylen van Nijevelt został premierem Holandii.
- 2 czerwca – Fenianie pokonali wojska brytyjskie w bitwie pod Ridgeway w Ontario.
- 6 czerwca – według obliczeń Pluton osiągnął aphelium swojej orbity; następne takie zdarzenie będzie miało miejsce w sierpniu 2113.
- 8 czerwca – w Ottawie rozpoczęły się pierwsze obrady Parlamentu Kanady.
- 15 czerwca – niemiecki astronom Christian Peters odkrył planetoidę (88) Thisbe.
- 16 czerwca – początek wojny prusko-austriackiej, zwanej potocznie drugą wojną zjednoczeniową lub wojną siedmiotygodniową.
- 20 czerwca – wojna prusko-austriacka: w ramach wywiązania się z sojuszu z Prusami, Włochy wypowiedziały wojnę Austrii.
- 24 czerwca:
  - na Syberii wybuchło powstanie zabajkalskie polskich zesłańców.
  - wojna prusko-austriacka: zwycięstwo wojsk austriackich nad sprzymierzoną z Prusami armią włoską w bitwie pod Custozą.
- 26 czerwca – wojna prusko-austriacka: zwycięstwo wojsk pruskich w bitwie pod Podolem.
- 27 czerwca – wojna prusko-austriacka: stoczono bitwy: pod Náchodem, pod Trutnovem i pod Langesalza.
- 28 czerwca – wojna prusko-austriacka: zwycięstwa wojsk pruskich w bitwach pod Mnichovym Hradištěm, Burkatowem i Czeską Skalicą.
- 29 czerwca – uchwalono pierwszą konstytucję Rumunii.
- 3 lipca – wojna prusko-austriacka: Austriacy ponieśli klęskę w bitwie pod Sadową.
- 4 lipca – kampania pruska nad Menem: zwycięstwo wojsk pruskich nad bawarskimi w bitwie pod Dermbach.
- 13 lipca – kampania pruska nad Menem: stoczono bitwę pod Frohnhofen.
- 20 lipca – wojna siedmiotygodniowa: floty Włoch i Austrii stoczyły bitwę pod Lissą.
- 21 lipca – włoska wojna wyzwoleńcza: zwycięstwo wojsk włoskich nad austriackimi w bitwie pod Bezzeccą.
- 27 lipca – zakończono układanie transatlantyckiego kabla telegraficznego.
- 6 sierpnia – Édouard Stephan odkrył planetoidę Julia.
- 23 sierpnia – zawarcie pokoju w Pradze, kończącego wojnę prusko-austriacką.
- 22 września – wojna paragwajska: w bitwie pod Curupayty wojska paragwajskie pod dowództwem dyktatora Francisca Lópeza rozgromiły siły trójprzymierza (Argentyna, Brazylia, Urugwaj).
- 1 października – niemiecki astronom Karl Luther odkrył planetoidę podwójną Antiope.
- 3 października – Wiedeń: podpisano traktat pokojowy kończący wojnę austriacko-włoską, w wyniku którego Włochy odzyskały Wenecję.
- 20 listopada – James Haven i Charles Hittrick z Cincinnati (Ohio, USA) opatentowali jojo.
- 27 listopada – władze carskie straciły w Irkucku przywódców powstania zabajkalskiego.
- 21 grudnia – wojna Czerwonej Chmury: Indianie wciągnęli w zasadzkę i wymordowali 163 żołnierzy oddziału Williama J. Fettermanna z Fortu Phil Kearny w Wyoming.
- Założenie przez Henry’ego Bergha organizacji ASPCA.

## Urodzili się
- 9 stycznia – Antoni Kostanecki, profesor ekonomii i rektor Uniwersytetu Warszawskiego (zm. 1941)
- 3 lutego – Charlotta Ludorf, mazurska śpiewaczka ludowa (zm. 1961)
- 4 lutego – Władysław Podkowiński, polski malarz i ilustrator, prekursor polskiego impresjonizmu (zm. 1895)
- 5 lutego – Ignacy Chrzanowski, polski historyk literatury, profesor Uniwersytetu Jagiellońskiego (zm. 1940)
- 2 marca – Stanisław Witkowski, polski filolog klasyczny (zm. 1950)
- 4 marca – Jan Zagleniczny, polski przemysłowiec i polityk (zm. 1931)
- 8 marca – Maria Adolfina Dierk, holenderska misjonarka, męczennica, święta katolicka (zm. 1900)
- 18 marca – Karol Adamiecki, polski teoretyk zarządzania (zm. 1933)
- 21 marca – Tomasz Sitjar Fortiá, hiszpański jezuita, męczennik, błogosławiony katolicki (zm. 1936)
- 1 kwietnia:
  - Ferruccio Busoni, włoski pianista, kompozytor, dyrygent, pedagog (zm. 1924)
  - (lub 2 kwietnia) Franciszek Hodur, organizator i pierwszy biskup Polskiego Narodowego Kościoła Katolickiego (zm. 1953)
- 9 kwietnia – Maria Anna Moreau, francuska misjonarka, męczennica, święta katolicka (zm. 1900)
- 10 kwietnia – Konstancja Bednarzewska, polska aktorka (zm. 1940)
- 11 kwietnia – Maria Lucyga, polska działaczka narodowa, sanitariuszka (zm. 1948)[1]
- 12 kwietnia – Konstantyn Carbonell Sempere, hiszpański jezuita, męczennik, błogosławiony katolicki (zm. 1936)
- 20 kwietnia – Helena Skłodowska-Szalay, polska nauczycielka, wizytatorka, działaczka oświatowa, polityk (zm. 1961)
- 23 kwietnia – Henryk Dembiński, polski ziemianin, polityk (zm. 1915)
- 28 kwietnia – Maria Hermina Grivot, francuska misjonarka, męczennica, święta katolicka (zm. 1900)
- 12 maja – Leopold Mandić, kapucyn, święty katolicki (zm. 1942)
- 13 maja – Wiktoria Quintana Argos, hiszpańska męczennica, błogosławiona katolicka (zm. 1936)
- 17 maja:
  - Julian Marchlewski, polski i radziecki działacz komunistyczny (zm. 1925)
  - Erik Satie, francuski kompozytor (zm. 1925)
- 19 maja – Tadeusz Rozwadowski, generał broni Wojska Polskiego (zm. 1928)
- 29 maja – Karol Liviero, włoski biskup katolicki, błogosławiony (zm. 1932)
- 13 czerwca – Aby Warburg, niemiecki historyk sztuki (zm. 1929)
- 26 czerwca – George Herbert, 5. hrabia Carnarvon, brytyjski arystokrata i archeolog (zm. 1923)
- 14 lipca – Alfred Biedermann, polski fabrykant, prezydent Łodzi (zm. 1936)
- 20 lipca – Ignacy Kłopotowski, polski ksiądz, założyciel loretanek, błogosławiony katolicki (zm. 1931)
- 23 lipca – Mateusz Correa Megallanes, meksykański duchowny katolicki, męczennik, święty (zm. 1927)
- 28 lipca – Ludwik Mieczkowski, polski aptekarz, polityk, samorządowiec, burmistrz Ostrowi Mazowieckiej (zm. 1932)
- 18 sierpnia – Karl Vilhelm Zetterstéen, szwedzki profesor orientalistyki, językoznawca i tłumacz (zm. 1953)
- 28 sierpnia – Józef Nieborowski, polski duchowny rzymskokatolicki, misjonarz (zm. 1942)[2]
- 29 sierpnia:
  - Hermann Löns, niemiecki dziennikarz, pisarz i poeta (zm. 1914)
  - Kornel Stodola, słowacki taternik i narciarz (zm. 1946)
- 2 września – Hiram Johnson, amerykański polityk, senator ze stanu Kalifornia (zm. 1945)
- 6 września – Feliks Chwalibóg, polski literat, filozof, publicysta, aforysta (zm. 1930)
- 21 września – Herbert George Wells, brytyjski pisarz science fiction (zm. 1946)
- 23 września – Maria Grazia Tarallo, włoska zakonnica, stygmatyczka, błogosławiona katolicka (zm. 1912)
- 27 września – Eurozja Fabris Barban, włoska tercjarka franciszkańska, błogosławiona katolicka (zm. 1932)
- 28 września – Zofia Czaplińska, polska aktorka i tancerka (zm. 1940)
- 23 października – Aurelia Arambarri Fuente, hiszpańska zakonnica, męczennica, błogosławiona katolicka (zm. 1936)
- 26 października – Ignacy Daszyński, polski polityk socjalistyczny (zm. 1936)
- 29 października – Carl Gustav Witt, niemiecki astronom (zm. 1946)
- 2 listopada – Bronisław Piłsudski, polski zesłaniec, etnograf, zajmujący się ludami i kulturami Dalekiego Wschodu (zm. 1918)
- 12 listopada – Sun Jat-sen (chin. upr. 孙中山), chiński polityk, twórca Kuomintangu (zm. 1925)
- 20 listopada – Józef Izabel Flores Varela, meksykański duchowny katolicki, męczennik, święty (zm. 1927)
- 29 listopada – Józef Pankiewicz, polski malarz, grafik, pedagog (zm. 1940)
- 15 grudnia – Marko Radulović, czarnogórski polityk, premier Czarnogóry (zm. ?)
- 16 grudnia:
  - Narcyz Basté Basté, hiszpański jezuita, męczennik, błogosławiony katolicki (zm. 1936)
  - Wassily Kandinsky (ros. Василий Васильевич Кандинский), rosyjski malarz i grafik (zm. 1944)
- 19 grudnia – Edmund Biernacki, polski lekarz, patolog i neurolog, filozof medycyny (zm. 1911)
- 20 grudnia:
  - Juliusz Álvarez Mendoza, meksykański duchowny katolicki, męczennik, święty (zm. 1927)
  - Jan Ewangelista Mocko, polski duchowny katolicki, wieloletni proboszcz i burmistrz w Skoczowie (zm. 1935)
- 25 grudnia – Friedrich Ackermann, niemiecki samorządowiec, nadburmistrz Szczecina (zm. 1931)
- 28 grudnia – Szymon Askenazy, polski historyk (zm. 1935)

data dzienna nieznana: 
- Antonina Leśniewska, polska farmaceutka (zm. 1937)

## Zmarli
- 23 stycznia – Peter Joseph Lenné, pruski ogrodnik i architekt krajobrazu (ur. 1789)
- 17 lutego
  - Philipp Franz Balthasar von Siebold, niemiecki lekarz i botanik (ur. 1796)
  - Piotr Yu Chŏng-nyul (ko. 유정률 베드로), koreański męczennik, święty katolicki (ur. 1836)
- 20 lutego – Antoni Żelazny, proboszcz jarosławski (ur. 1810)
- 7 marca:
  - Szymon Berneux, francuski misjonarz, biskup, męczennik, święty katolicki (ur. 1814)
  - Justyn Ranfer de Bretenieres, francuski misjonarz, męczennik, święty katolicki (ur. 1838)
  - Henryk Dorie, francuski misjonarz, męczennik, święty katolicki (ur. 1839)
  - Bernard Ludwik Beaulieu, francuski misjonarz, męczennik, święty katolicki (ur. 1840)
  - Jan Chrzciciel Nam Chong-sam, koreański męczennik, święty katolicki (ur. 1812)
- 9 marca:
  - Jan Chrzciciel Chŏn Chang-un, koreański męczennik, święty katolicki (ur. 1811)
  - Piotr Ch’oe Hyŏng, koreański męczennik, święty katolicki (ur. ok. 1813)
- 10 marca – Icchak Meir Alter (jid. יצחק מאיר אלטער), polski rabin, założyciel i pierwszy cadyk chasydzkiej dynastii Ger (ur. 1798)
- 11 marca:
  - Marek Chŏng Ŭi-bae, koreański męczennik, święty katolicki (ur. 1794)
  - Aleksy U Se-yŏng, koreański męczennik, święty katolicki (ur. 1845)
- 24 marca – Maria Amelia Burbon, królowa Francuzów, żona Ludwika Filipa I (ur. 1782)
- 30 marca:
  - Antoni Daveluy, francuski misjonarz, biskup, męczennik, święty katolicki (ur. 1818)
  - Marcin Huin, francuski misjonarz, męczennik, święty katolicki (ur. 1836)
  - Piotr Aumaitre, francuski misjonarz, męczennik, święty katolicki (ur. 1837)
  - Józef Chang Chu-gi, koreański męczennik, święty katolicki (ur. 1802)
  - Łukasz Hwang Sŏk-tu, koreański męczennik, święty katolicki (ur. 1813)
- 11 kwietnia – Władysław Oleszczyński, polski rzeźbiarz, medalier i grafik (ur. 1807)
- 18 kwietnia – Łukasz Passi, włoski ksiądz, błogosławiony katolicki (ur. 1789)
- 25 kwietnia – Józef Bonawentura Załuski, polski generał walczący w czasie powstania listopadowego (ur. 1787)
- 18 maja – Tomasz Son Cha-sŏn, koreański męczennik, święty katolicki (ur. 1839)
- 31 maja – Marian z Roccacasale, włoski franciszkanin, błogosławiony katolicki (ur. 1778)
- 11 czerwca – Theodor Kotschy, austriacki botanik i podróżnik (ur. 1813)
- 15 czerwca – Zygmunt Jordan, generał wojsk polskich w czasie powstania styczniowego (ur. 1824)
- 16 czerwca – brytyjski podpułkownik polskiego pochodzenia, uczestnik wojny amerykańsko-brytyjskiej w 1812 (ur. 1793)
- 21 czerwca – Piotr Szembek, hrabia, właściciel dóbr Siemianice, generał dywizji wojsk polskich w 1831 (ur. 1788)
- 20 lipca – Georg Friedrich Bernhard Riemann, niemiecki fizyk i matematyk (ur. 1826)
- 1 sierpnia – John Ross (Kooweskoowe), wódz Irokezów (ur. 1790)
- 14 sierpnia – Karol Kuzmány, słowacki duchowny ewangelicki, działacz narodowy, pisarz i publicysta (ur. 1806)
- 20 sierpnia – Maria De Mattias, włoska zakonnica, założycielka Zgromadzenia Adoratorek Krwi Chrystusa, święta katolicka (ur. 1805)
- 2 września – Stefan Catargiu, kajmakam Mołdawii (ur. 1789)
- 6 września – Francis Baring, 1. baron Northbrook, brytyjski polityk, członek stronnictwa wigów (ur. 1796)
- 17 września – Franciszek Maria z Camporosso, włoski kapucyn (brat zakonny), święty katolicki (ur. 1804)
- 18 października – Philipp Franz Balthasar von Siebold, niemiecki lekarz, botanik, zoolog, badacz fauny i flory Japonii (ur. 1796)
- 23 listopada – Paul Gavarni, francuski rysownik i karykaturzysta (ur. 1804)
- 1 grudnia – George Everest, walijski pułkownik, geograf oraz główny geodeta Indii (ur. 1790)
- 13 grudnia:
  - Bartłomiej Chŏng Mun-ho, koreański męczennik, święty katolicki (ur. 1801)
  - Piotr Cho Hwa-sŏ, koreański męczennik, święty katolicki (ur. 1815)
  - Piotr Son Sŏn-ji, koreański męczennik, święty katolicki (ur. 1820)
  - Piotr Yi Myŏng-sŏ, koreański męczennik, święty katolicki (ur. 1821)
  - Piotr Chŏng Wŏn-ji, koreański męczennik, święty katolicki (ur. 1845)
- 23 grudnia – Józef Cho Yun-ho, koreański męczennik, święty katolicki (ur. 1848)

## Święta ruchome
- Tłusty czwartek: 8 lutego
- Ostatki: 13 lutego
- Popielec: 14 lutego
- Niedziela Palmowa: 25 marca
- Wielki Czwartek: 29 marca
- Wielki Piątek: 30 marca
- Wielka Sobota: 31 marca
- Wielkanoc: 1 kwietnia
- Poniedziałek Wielkanocny: 2 kwietnia
- Wniebowstąpienie Pańskie: 10 maja
- Zesłanie Ducha Świętego: 20 maja
- Boże Ciało: 31 maja